# لواسانی (نام خانوادگی)
لواسانی از نام‌های خانوادگی در ایران است و شاید به یکی از این افراد اشاره کند:
- محمد عصار لواسانی
- سید محمدحسین لواسانی
- سیدمحمدباقر حسینی لواسانی
- علی‌محمد لواسانی
- رضا لواسانی
- مهدی لواسانی
- مژده لواسانی

محمدرضا نوائی لواسانی 